# Дюн-Ейкерс (Індіана)
Дюн-Ейкерс (англ. Dune Acres) — місто (англ. town) в США, в окрузі Портер штату Індіана. Населення — 234 особи (2020).

## Географія
Дюн-Ейкерс розташований за координатами 41°38′56″ пн. ш. 87°5′49″ зх. д. / 41.64889° пн. ш. 87.09694° зх. д. (41.649010, -87.096974).  За даними Бюро перепису населення США в 2010 році місто мало площу 8,90 км², з яких 5,63 км² — суходіл та 3,28 км² — водойми.

## Демографія
Згідно з переписом 2010 року, у місті мешкали 182 особи в 94 домогосподарствах у складі 58 родин. Густота населення становила 20 осіб/км².  Було 163 помешкання (18/км²).
Расовий склад населення:
| - 95,1 % — білих - 2,2 % — азіатів - 1,1 % — чорних або афроамериканців |

До двох чи більше рас належало 1,1 %. Частка іспаномовних становила 1,6 % від усіх жителів.
За віковим діапазоном населення розподілялося таким чином: 8,8 % — особи молодші 18 років, 44,5 % — особи у віці 18—64 років, 46,7 % — особи у віці 65 років та старші. Медіана віку мешканця становила 63,4 року. На 100 осіб жіночої статі у місті припадало 109,2 чоловіків;  на 100 жінок у віці від 18 років та старших — 95,3 чоловіків також старших 18 років.
Середній дохід на одне домашнє господарство  становив 202 119 доларів США (медіана — 143 125), а середній дохід на одну сім'ю — 203 354 долари (медіана — 167 188). За межею бідності перебувало 1,6 % осіб, у тому числі 0,0 % дітей у віці до 18 років та 1,1 % осіб у віці 65 років та старших.
Цивільне працевлаштоване населення становило 90 осіб. Основні галузі зайнятості: науковці, спеціалісти, менеджери — 30,0 %, освіта, охорона здоров'я та соціальна допомога — 21,1 %, виробництво — 8,9 %, мистецтво, розваги та відпочинок — 8,9 %.